# Sint-Benedictuskerk (Lozen)

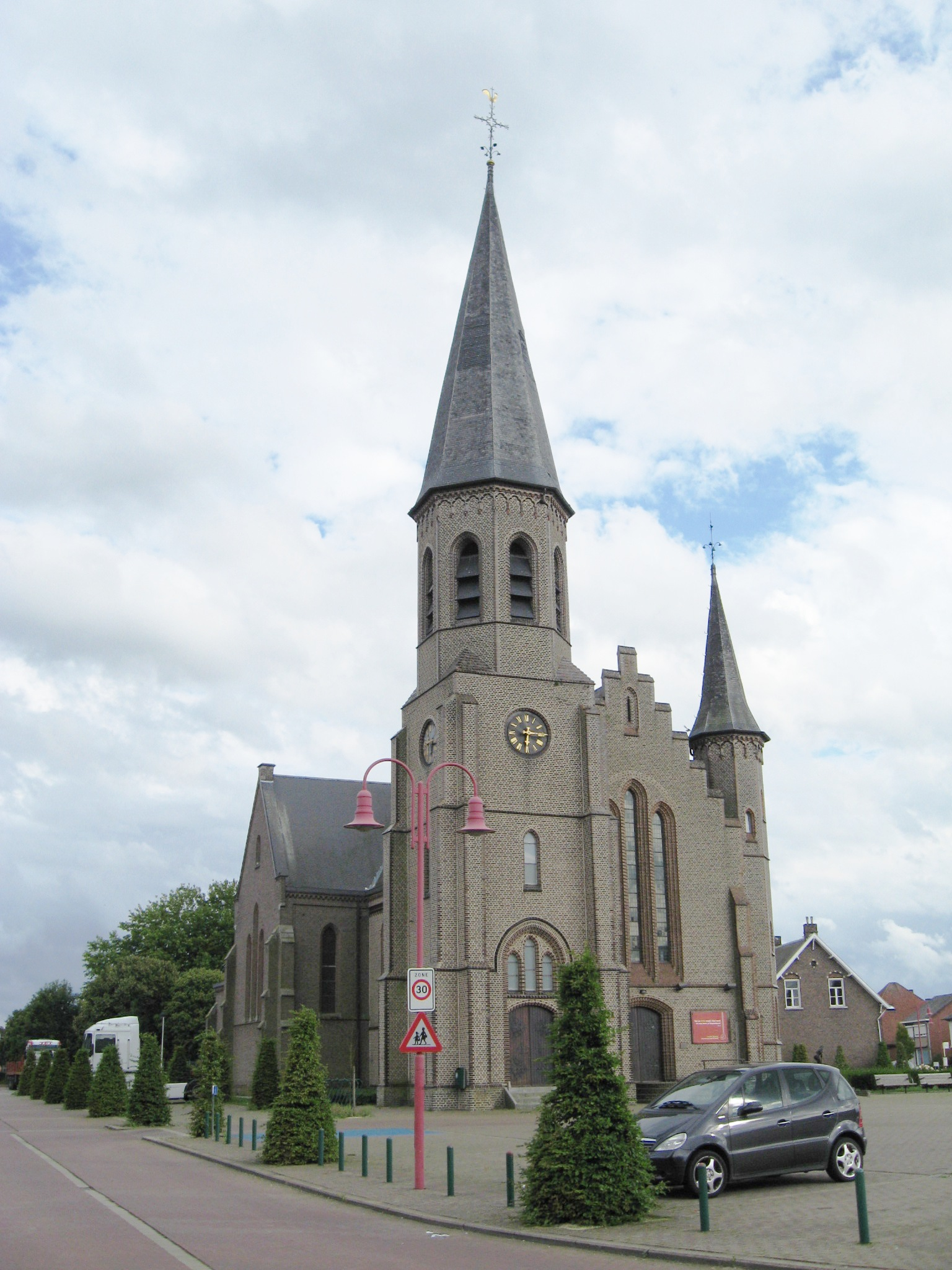
Sint-Benedictuskerk

De Sint-Benedictuskerk is de parochiekerk van Lozen, gelegen aan de Rondestraat 36.
Het is een neogotische eenbeukige kruiskerk, ingewijd in 1890. Toen werd Lozen verheven tot zelfstandige parochie, daar het aantal inwoners van deze buurtschap sterk toegenomen was. In 1904 werd voor aan de kerk een westtoren vastgebouwd, en in 1931 werd de kerk nog vergroot.
De kruiswegstaties zijn uit 1914 en werden geschilderd door Karel Theunissen. De drie altaren in de kerk werden ontworpen door Paul Lateur, zoon van Stijn Streuvels. In 1943 werd het ontwerp uitgevoerd in marmer, baksteen en messing.
Naast de kerk bevindt zich een monument dat herinnert aan het neerstorten tijdens de Tweede Wereldoorlog van twee Britse bommenwerpers, en wel op 31 augustus 1943 en op 22 juni 1944.